# Helene Kröller-Müller
Helene Emma Laura Juliane Kröller-Müller (ur. 11 lutego 1869 w Horst, obecnie dzielnica Essen, zm. 14 grudnia 1939 w Otterlo) – holenderska kolekcjonerka dzieł sztuki, założycielka muzeum nazwanego jej imieniem.

## Życiorys
Helene Emma Laura Juliane Müller przyszła na świat jako trzecie dziecko Wilhelma Müllera i Emilie Neese. W 1876 rodzina Müllerów przeprowadziła się do Düsseldorfu. Wilhelm Müller był związany z górnictwem i hutnictwem, założył własną firmę, Wm. H. Müller & Co. Po 2 latach otworzył jej filię w Rotterdamie, kierowaną przez Willema Kröllera. 
Około 1882 najmłodszy brat Willema Kröllera, Anton Kröller, nawiązał znajomości z rodziną Müllerów, w tym z Helene. Kiedy oboje poznali się bliżej, postanowili się pobrać. 15 maja 1888 wzięli ślub i osiedlili się w Rotterdamie. W 1889 Anton Kröller został prezesem firmy, która pod jego kierownictwem stała się prężnym międzynarodowym koncernem z siedzibą w Lange Voorhout w Hadze. 
W latach 1889–1897 parze urodziło się czworo dzieci: Helene, Toon, Wim i Bob. 
Około 1905 Helene Kröller-Müller zaczęła gromadzić kolekcję dzieł sztuki. Pomysł jej założenia pojawił się, gdy zaczęła wraz z córką uczęszczać na kurs wyceny dzieł sztuki prowadzony przez Henka Bremmera. W 1907 dokonała pierwszego zakupu. W tym czasie Bremmer zaczął odwiedzać ją w domu i służyć radą. Odwiedzał następnie na jej zlecenie domy aukcyjne i kolekcje dzieł sztuki, szukając obrazów do jej zbiorów.
Kolekcja Helene Kröller-Müller szybko się powiększała; już po kilku latach stała się ona największą na świecie prywatną posiadaczką dzieł Vincenta van Gogha (nie licząc jego rodziny). W ciągu życia zgromadziła ok. 11 500 dzieł sztuki. 
W 1938 pośrodku rezerwatu przyrody, zakupionego przedtem przez Kröller-Müllerów, otwarto Kröller-Müller Museum. 
Helene Kröller-Müller zmarła w 1939 w wieku lat 70. Anton Kröller zmarł 2 lata później. Oboje zostali pochowani we Franse Berg, w pobliżu muzeum.